# Reldia grandiflora
Reldia grandiflora är en tvåhjärtbladig växtart som beskrevs av L.P. Kvist och L.E. Skog. Reldia grandiflora ingår i släktet Reldia och familjen Gesneriaceae. Inga underarter finns listade i Catalogue of Life.